# Manuel Valdés Blasco
Manuel Valdés Blasco, més conegut com a Manolo Valdés (València, 8 de març de 1942) és un pintor i escultor valencià resident a Nova York. En la dècada del 1990 es va establir a Nova York, on va seguir experimentant amb les noves formes d'expressió i es va donar a conèixer al públic nord-americà.

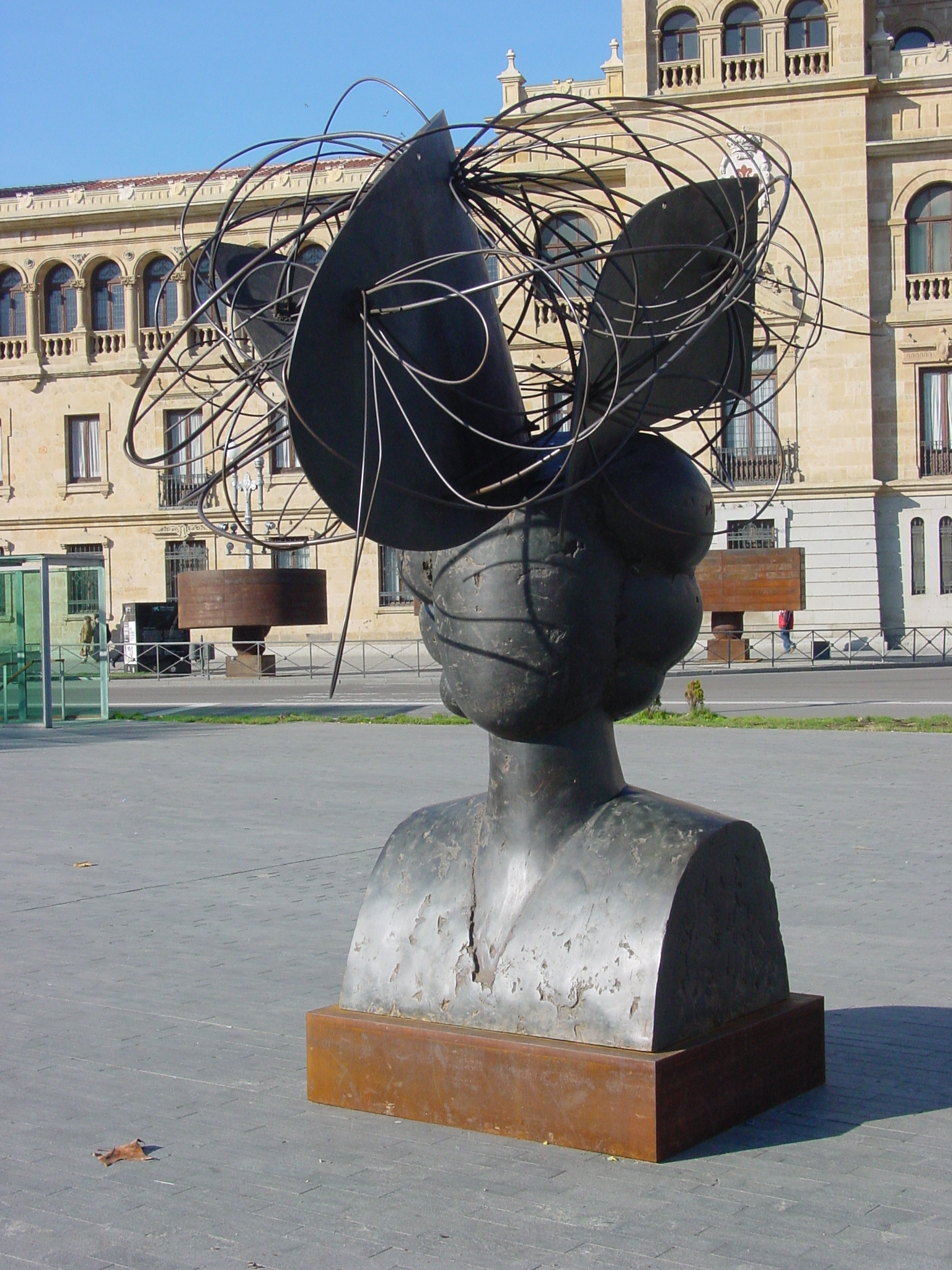
Escultura de Manolo Valdés exposada en una plaça de Valladolid

## Obra
Després de la dissolució de l'Equip Crònica, va continuar conreant l'estètica Pop que l'havia caracteritzat, però buscant inspiració en l'art dels segles xvi i xvii.
Influït per Rembrandt, Rubens, Velázquez i Matisse, Manolo Valdés realitza una obra de gran format en la qual les llums i colors expressen un sentiment de tactilitats pel tractament donat als materials. La seua obra força l'observador a indagar en la memòria i buscar imatges significatives de la història de l'art.
A més dels treballs exposats com a integrant de l'Equip Crònica, Valdés va realitzar, entre els anys 1965 i 1981, més de 70 exposicions, tant individuals com col·lectives.
A partir de l'any 1989 la seua producció va girar vers l'escultura. Com a escultor, és autor de La Dama del Manzanares (2003), obra de 13 metres d'alçada situada al Parc Lineal del Manzanares (Madrid) i de la Dama Ibèrica (2006), situada en l'Avinguda de les Corts Valencianes de València. També dugué a terme l'escultura Asturcones per a la ciutat d'Oviedo, a Astúries, l'any 2005.
Ha rebut nombrosos premis, entre els quals destaquen: el Premi Senyera de l'Ajuntament de València (1964), la Medalla de plata de la II Biennal Internacional de Gravats a Tòquio, el premi Alfons Roig de la Diputació de València (1984), Premi Nacional d'Arts Plàstiques d'Espanya (1986), la Condecoració de l'Ordre d'Andrés Bello a la classe de Banda d'Honor, a Veneçuela (1993), etc.

## Galeria

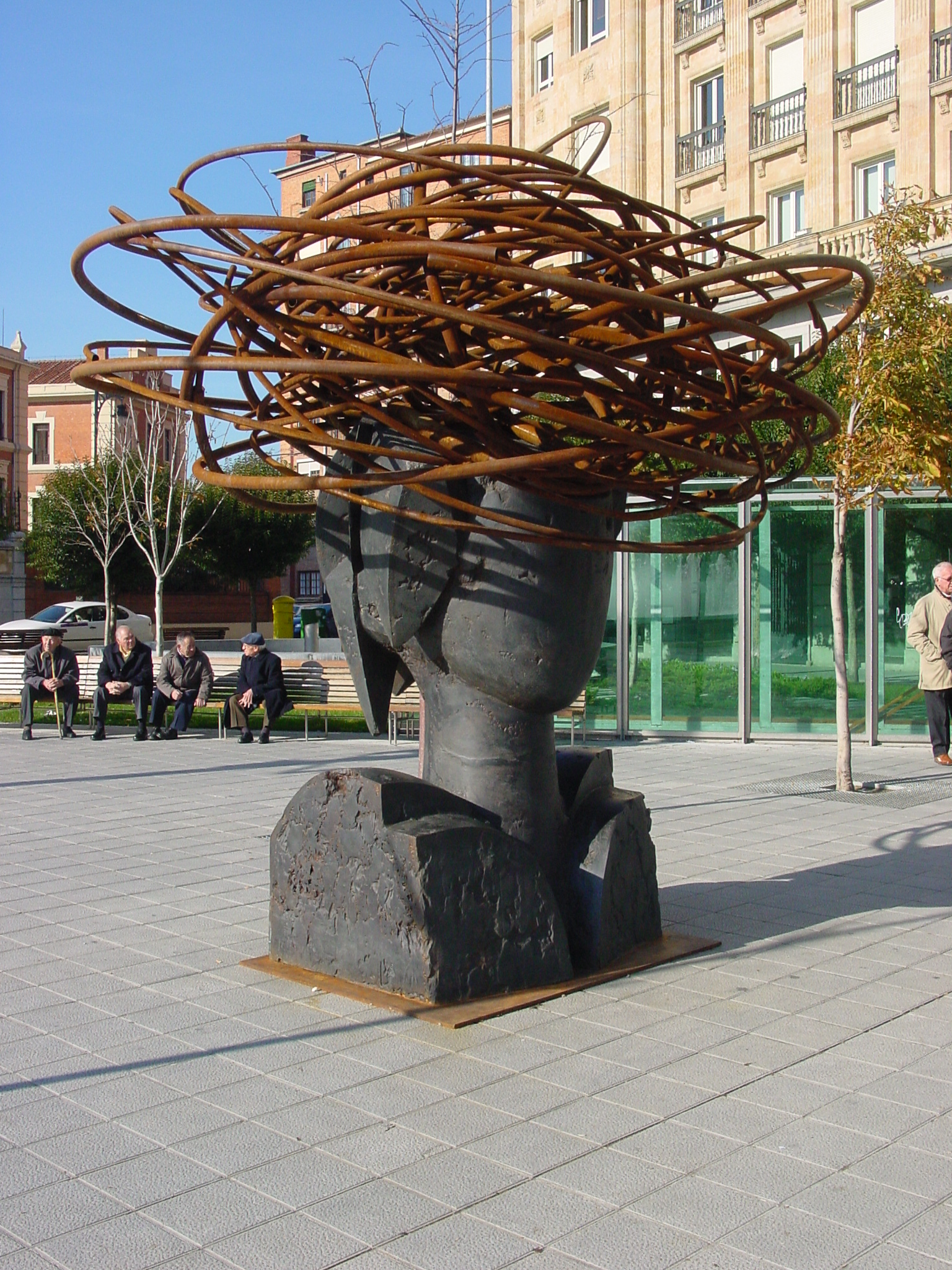
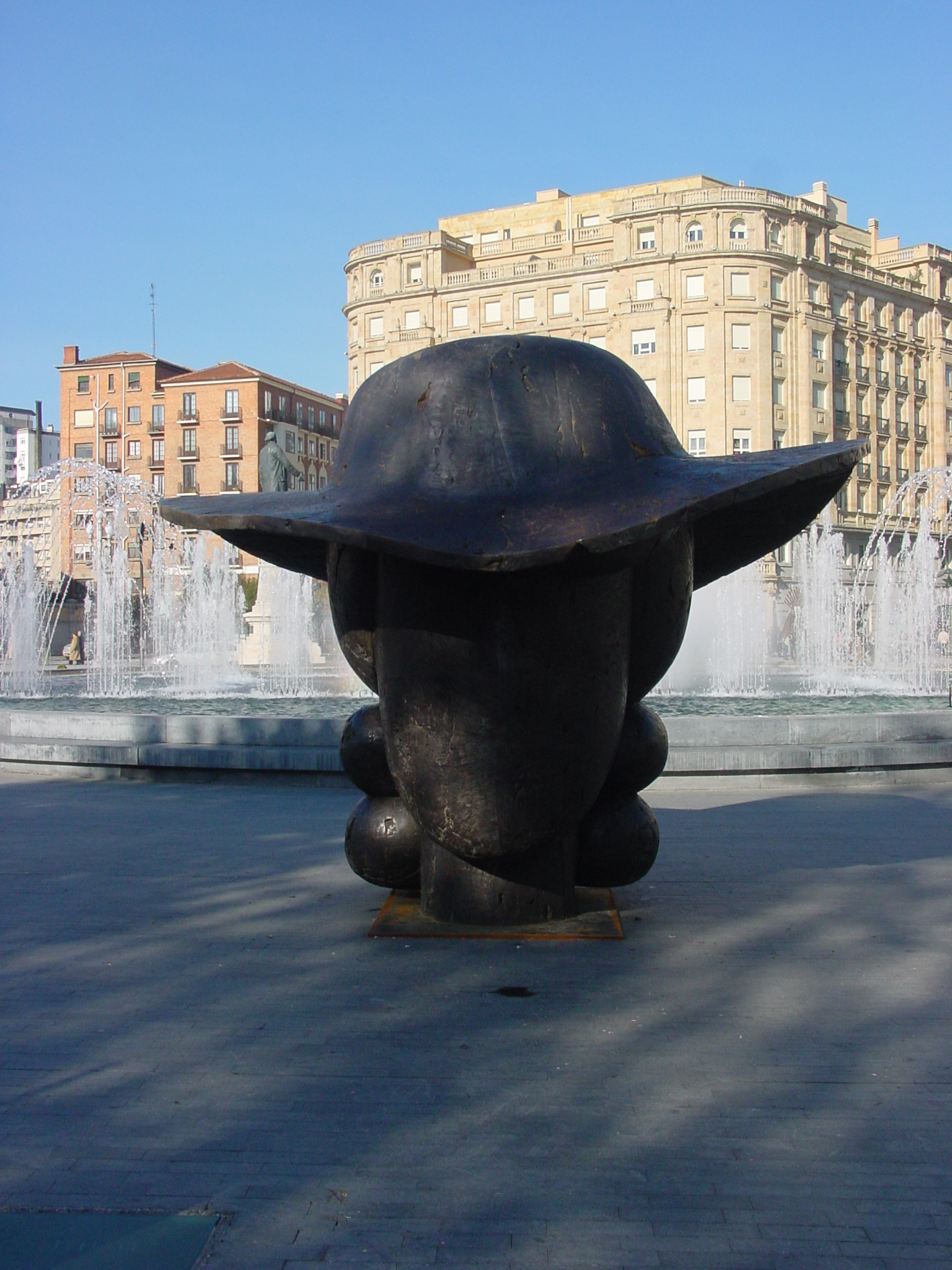
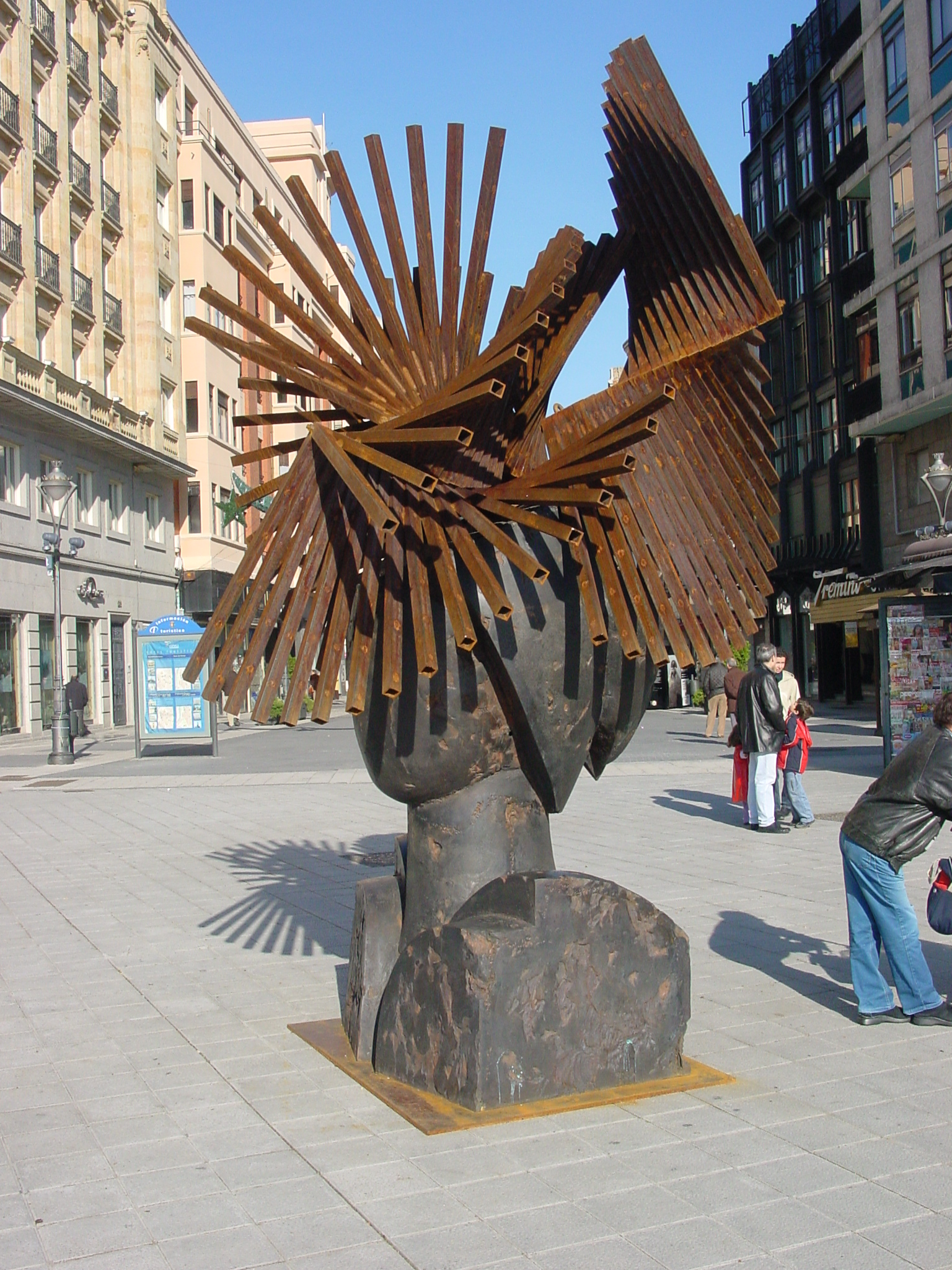
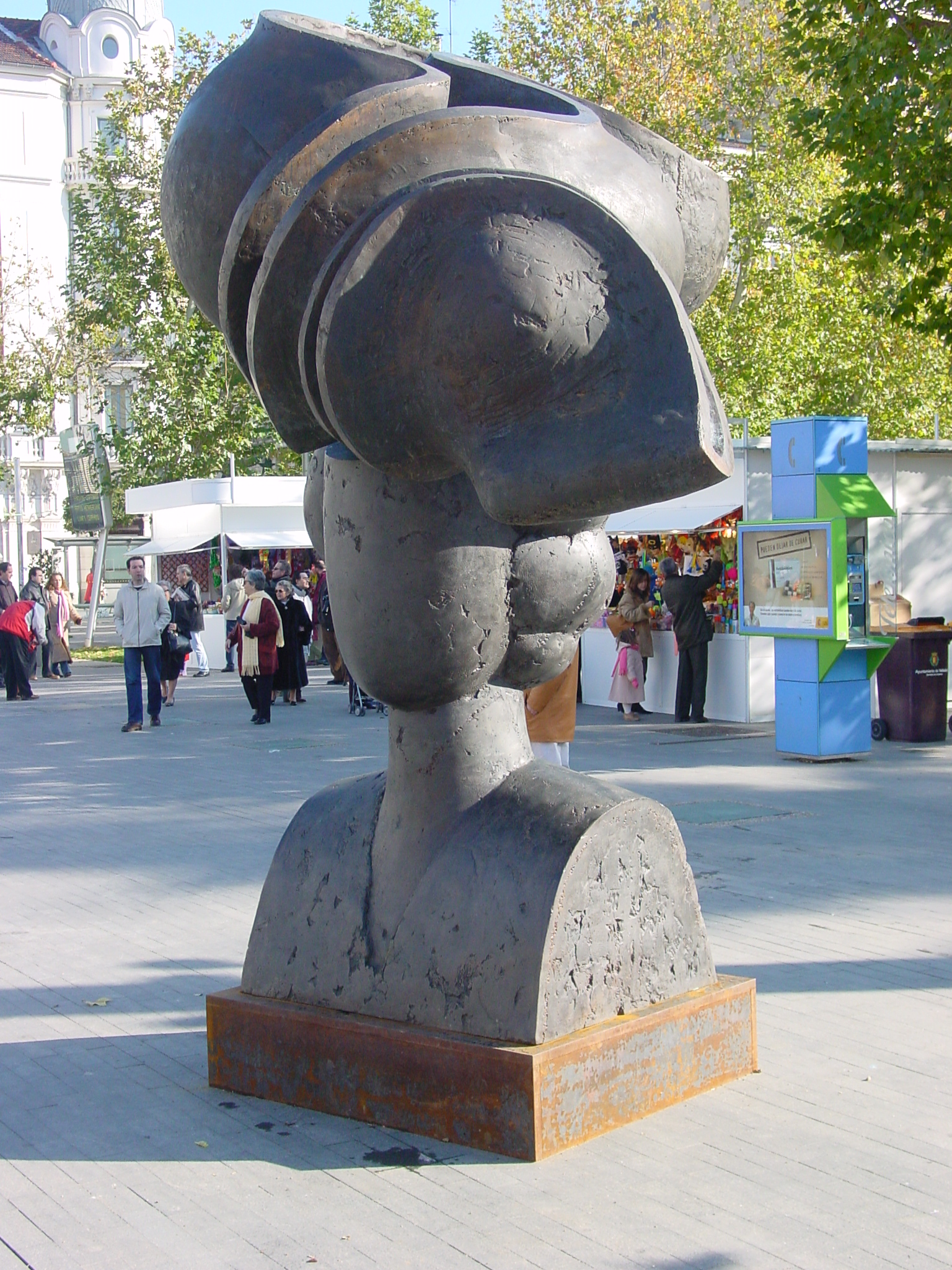
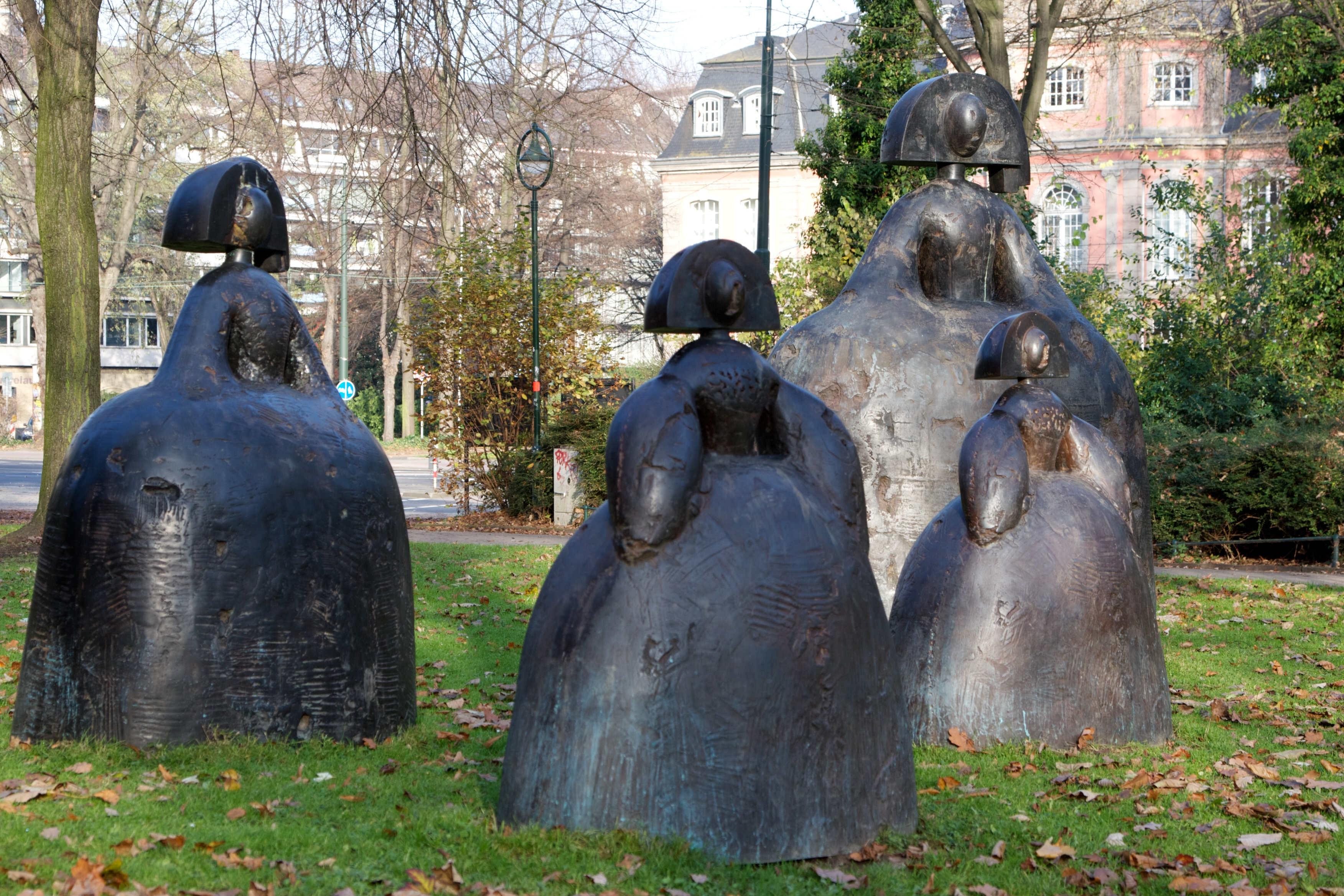
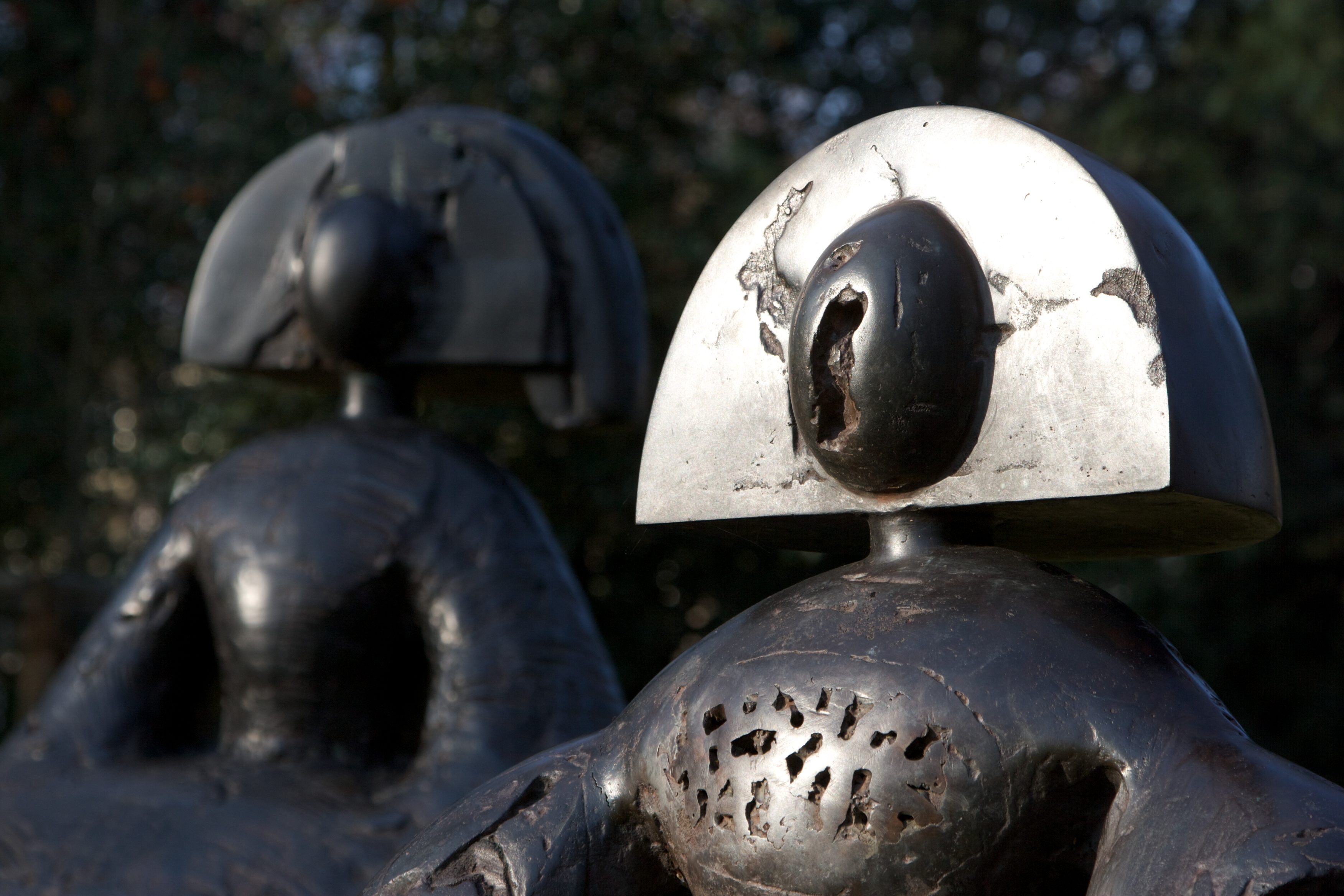
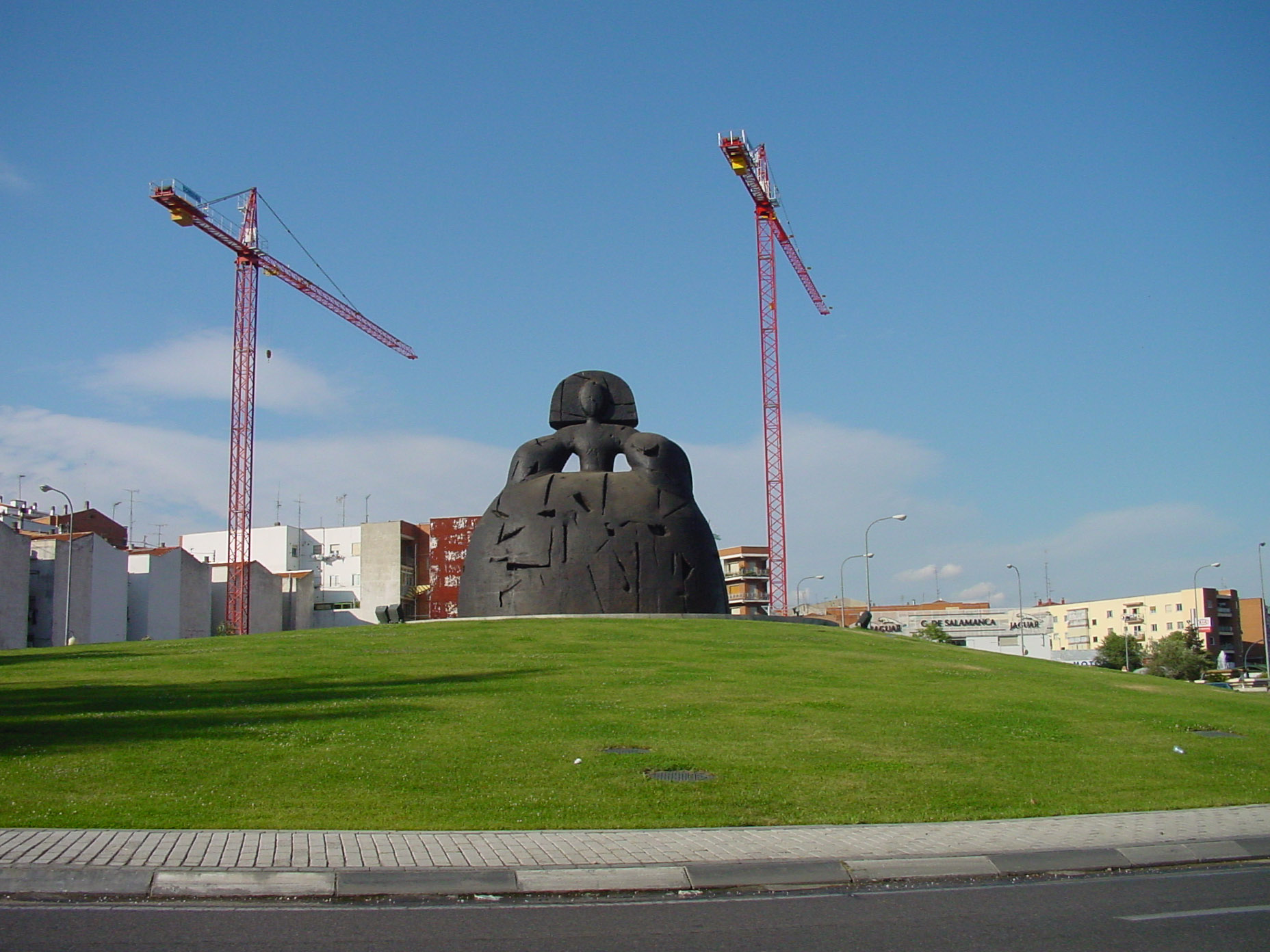